# Concerti (Fiorella Mannoia)
Concerti è un album dal vivo di Fiorella Mannoia, prodotto e arrangiato da Piero Fabrizi, pubblicato il 23 gennaio 2004 per la Durlindana e distribuito dalla Sony BMG. L'album è formato da due dischi.

## Tracce

### CD 1
1. Moi, mon âme et ma conscience – 4:22 (Belle du Berry)
2. Boogie – 4:59 (Paolo Conte)
3. Quizas, quizas, quizas – 3:13 (Osvaldo Farrés)
4. Oh che sarà – 4:09 (Chico Buarque e Ivano Fossati)
5. Il culo del mondo – 3:42 (Piero Fabrizi, Anna Lamberti Bocconi e Caetano Veloso)
6. Buontempo – 4:25 (Ivano Fossati)
7. Panama – 6:22 (Ivano Fossati)
8. Come mi vuoi? – 3:43 (Paolo Conte)
9. Señor – 4:49 (Belle du Berry, Paris Combo)
10. Messico e nuvole – 5:56 (Paolo Conte, Vito Pallavicini e Michele Virano)
11. Clandestino – 4:36 (Manu Chao)

### CD 2
1. I treni a vapore – 6:04 (Ivano Fossati)
2. Sulo pe parlà – 2:03 (Pino Daniele)
3. Senza 'e te – 3:32 (Pino Daniele)
4. Non sono un cantautore – 5:48 (Piero Fabrizi)
5. Metti in circolo il tuo amore – 4:27 (Luciano Ligabue)
6. L'assenza – 4:56 (Piero Fabrizi)
7. Occhi neri – 3:34 (Piero Fabrizi)
8. Mio fratello che guardi il mondo – 5:30 (Ivano Fossati)
9. Chissà se lo sai – 4:34 (Ron e Lucio Dalla)
10. I dubbi dell'amore – 5:47 (Enrico Ruggeri e Luigi Schiavone)
11. La storia – 3:22 (Francesco De Gregori)
12. Is This Love – 5:41 (Bob Marley)

## Formazione
- Fiorella Mannoia - voce
- Piero Fabrizi - chitarra acustica ed elettrica, cori
- Alfredo Golino, Elio Rivagli - batteria e percussioni
- Luca Scarpa - pianoforte e tastiera
- Franco Testa - basso
- Stefano Pisetta - percussioni
- Giovanni Boscariol - tastiera, fisarmonica e organo Hammond
- Dario Deidda - basso,e contrabbasso, tromba
- Marco Brioschi - tromba e flicorno
- Maurizio Giammarco - sax e flauto
- Stefano Cantini - sassofono tenore e soprano

## Successo Commerciale
Concerti raggiunge la prima posizione nella classifica italiana. Viene certificato Disco di Platino, con oltre 100 000 copie vendute.